# Cesarstwo Brazylii
Cesarstwo Brazylii (port. Império do Brasil) – państwo w Ameryce Południowej leżące na terenie dzisiejszej Brazylii i Urugwaju, istniejące w latach 1822–1889. Było parlamentarną monarchią konstytucyjną, rządzoną przez cesarza Piotra I, a następnie przez Piotra II. Powstało ono w wyniku zerwania unii realnej z Portugalią i ogłoszenia niepodległości przez księcia regenta brazylijskiego Piotra (późniejszego cesarza Piotra I), który był synem ówczesnego króla Portugalii Jana VI. 7 września 1822 roku Piotr I ogłosił niepodległość Brazylii i po przeprowadzeniu wygranej wojny przeciwko swojemu ojcu 12 października został koronowany na pierwszego cesarza Brazylii. Nowy kraj był ogromny, ale słabo zaludniony i zróżnicowany etnicznie.
W przeciwieństwie do większości republik Hispanoameryki Brazylia była stabilna politycznie, dynamicznie się rozwijała, a konstytucja gwarantowała wolność słowa i poszanowanie praw obywatelskich swoich poddanych (ograniczone prawa miały kobiety oraz niewolnicy, którzy uważani byli za mienie, a nie ludzi). Dwuizbowy parlament cesarstwa został wybrany drogą demokratyczną, podobnie jak władze prowincji. Doprowadziło to do długiego konfliktu ideologicznego między Piotrem I a frakcją parlamentarną. W latach 1825–1828 Brazylia prowadziła wojnę przeciwko Zjednoczonej Prowincji Rio de La Platy, którą przegrała. W rezultacie doszło do secesji prowincji Cisplatina, która później uzyskała niepodległość jako Urugwaj. W 1826 roku, mimo swojej dużej roli w odzyskaniu niepodległości przez Brazylię, Piotr I został wybrany na króla Portugalii – ale natychmiast zrzekł się tytułu portugalskiego na rzecz swojej najstarszej córki, Marii. Dwa lata później koronę portugalską uzurpował młodszy brat Piotra I, Michał. Nie dając sobie rady z sytuacją w Brazylii i Portugalii, Piotr I abdykował i wrócił do Europy, gdzie pomógł córce odzyskać tron.
Następcą tronu w Brazylii został pięcioletni syn Piotra I, Piotr II. Do czasu osiągnięcia przez młodego króla pełnoletniości władzę w kraju objęli regenci. Próżnia władzy wynikająca z braku silnego monarchy jako ostatecznego arbitra w sporach politycznych doprowadziła do regionalnych wojen domowych lokalnych frakcji. Proces dezintegracji udało się zatrzymać po przejęciu pełni władzy przez Piotra II, który przywrócił w kraju stabilność i pokój, co ostatecznie pozwoliło Brazylii stać się wschodzącą potęgą światową. Cesarstwo wygrało kilka konfliktów międzynarodowych (wojna urugwajska, wojna paragwajska) pod rządami Piotra II. Wraz ze wzrostem zamożności i rozwojem gospodarczym do Brazylii zaczęli napływać emigranci z Europy, głównie protestanci i Żydzi, chociaż w kraju w dalszym ciągu większość stanowili katolicy. Niewolnictwo, które początkowo było mocno rozpowszechnione, powoli zostawało ograniczane przez prawo, aż do ostatecznego zniesienia w 1888 roku. W drugiej połowie XIX wieku brazylijska sztuka, literatura i teatr dynamicznie się rozwijały. Pomimo silnego wpływu stylu europejskiego, głównie neoklasycyzmu i romantyzmu, każda koncepcja została dostosowana do stworzenia unikalnej kultury brazylijskiej.
Mimo że ostatnie cztery dekady rządów Piotra II charakteryzowały się ciągłym wewnętrznym pokojem i dobrobytem ekonomicznym, Brazylijczycy nie dążyli do utrzymania władzy cesarskiej w kraju. Pierwszą osobą, która objęłaby władzę po śmierci Piotra II była jego córka Izabela, ale cesarz i elity rządzące nie chciały kobiety na tronie. W 1889 junta wojskowa pod przywództwem Manuela Deodora da Fonseki zmusiła cesarza Piotra II do abdykacji, a tym samym doprowadziła do zniesienia cesarstwa. Następstwem tego wydarzenia było proklamowanie republiki 15 listopada 1889 roku.

## Historia

### Niepodległość i wczesne lata

Cesarstwo Brazylii ok. 1822 roku

Obszar, który znamy jako Brazylię został zajęty przez Portugalczyków 22 kwietnia 1500 roku, kiedy nawigator Pedro Álvares Cabral zobaczył nowy ląd. Stałe osadnictwo rozpoczęło się w 1532 roku, a przez następne 300 lat język portugalski powoli rozszerzał się na zachód, aż dotarł do niemal wszystkich granic dzisiejszej Brazylii. W 1808 roku armia francuskiego cesarza Napoleona I zaatakowała Portugalię, zmuszając rodzinę królewską do emigracji. Osiedlili się w Rio de Janeiro, które stało się nieoficjalną stolicą portugalskiego imperium.
W 1815 roku portugalski pretendent do tronu Jan (później Jan VI), działając jako regent, utworzył Zjednoczone Królestwo Portugalii, Brazylii i Algarve, które podniosły status Brazylii z kolonii do królestwa. W następnym roku został koronowany na króla portugalskiego po śmierci swojej matki, Marii I. W kwietniu 1821 roku powrócił do Portugalii, pozostawiając swojego syna i dziedzica, Piotra, aby został jego regentem w Brazylii. Rząd portugalski natychmiast przystąpił do uchylenia autonomii politycznej, którą została przyznana Brazylii w 1808 roku. Groźba utraty kontroli nad sprawami lokalnymi wzbudziła powszechny sprzeciw wśród Brazylijczyków. José Bonifácio de Andrada wraz z innymi lokalnymi przywódcami przekonał Piotra, aby ogłosił niepodległość Brazylii od Portugalii, co ostatecznie stało się 7 września 1822 roku. 12 października został koronowany na pierwszego cesarza nowo powstałego Cesarstwa Brazylii. Zbrojne jednostki lojalne wobec Portugalii były przeciwne deklaracji niepodległości; walki toczone były w całym kraju. Ostatni portugalscy żołnierze poddali się w marcu 1824 roku, a Portugalia uznała niepodległość kolonii w sierpniu 1825 roku.
Piotr I musiał rozwiązać wiele kryzysów w trakcie swojego panowania. Powstanie secesjonistyczne w prowincji Cisplatina, które wybuchło na początku 1825 roku, a także późniejsza próba aneksji tej prowincji przez Zjednoczone Prowincje Rio de La Plata (późniejszej Argentyny) doprowadziły do wojny brazylijsko-argentyńskiej: „długotrwałej, bezbożnej i ostatecznej wojny na południu”. W marcu 1826 roku Jan VI zmarł, a Piotr I odziedziczył koronę portugalską. Natychmiast abdykował, a koronę przekazał swojej córce Marii. Sytuacja pogorszyła się w 1828 roku, po utracie Cisplatiny, która stała się niezależną republiką Urugwaju. W tym samym roku władzę w Portugalii przejął Michał, młodszy brat Piotra I.
W 1826 roku po utworzeniu parlamentu Cesarstwa, Zgromadzenia Ogólnego, pojawiły się nowe problemy. Piotr I wraz ze znaczną częścią posłów, opowiedział się za niezawisłymi sądami, wybieranymi przez obywateli legislacją i rządem, który będzie prowadzony przez cesarza. Władca miałby szerokie uprawnienia wykonawcze i wiele prerogatyw. Oponenci chcieli mniejszej władzy monarchy i władzy legislacyjnej. Walka o to, czy rząd zostanie zdominowany przez parlament, czy przez cesarza, została przeniesiona do debat w latach 1826–1831 w sprawie ustanowienia struktury władzy. Nie dając sobie rady z problemami w Brazylii i Portugalii, 7 kwietnia 1831 roku cesarz abdykował na rzecz swojego syna Piotra II i powrócił do Portugalii, aby pomóc córce odzyskać tron.

### Anarchia

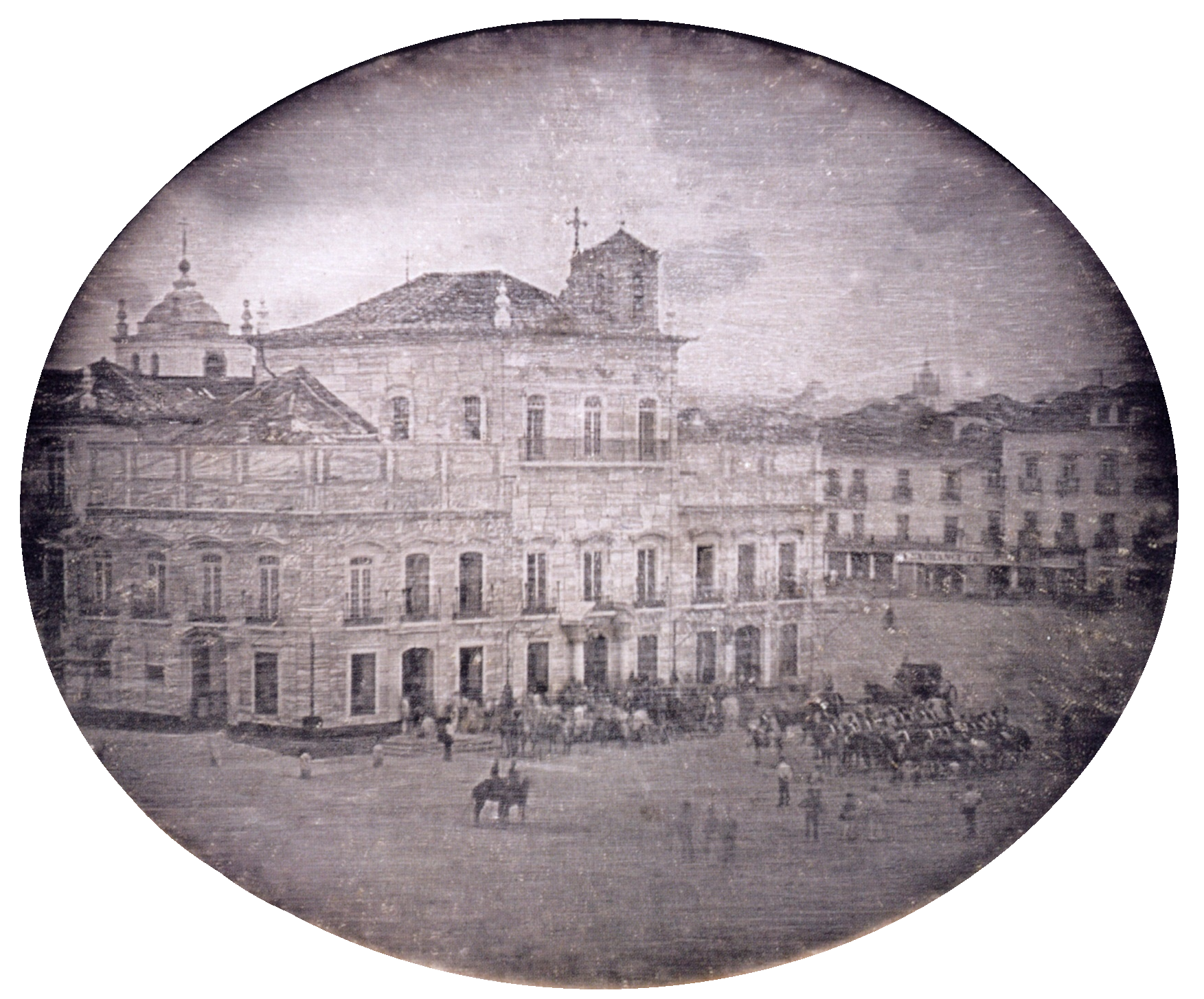
Paço Imperial, siedziba brazylijskiego rządu w 1840 roku

Po nagłym odejściu Piotra I głową państwa został pięcioletni chłopiec. Cesarstwo stało w obliczu dwunastu lat bez silnej władzy wykonawczej, ponieważ, zgodnie z konstytucją, Piotr II mógłby objąć władzę dopiero po osiągnięciu pełnoletniości 2 grudnia 1843 roku. Na jego miejsce wybrano regenta. Ponieważ posiadał on niewiele uprawnień cesarskich i był podporządkowany Zgromadzeniu Ogólnemu, nie mógł wypełnić próżni na szczycie brazylijskich władz.
Regent nie był w stanie rozwiązywać sporów i konfliktów między państwowymi i lokalnymi ugrupowaniami politycznymi. Wierząc, że zwiększenie autonomii prowincji i władzom lokalnym załagodzi sytuację, w 1834 roku Zgromadzenie Ogólne przyjęło poprawkę do konstytucji, zwaną Ato Adicional (Ustawa dodatkowa). Zamiast zakończyć chaos, nowe uprawnienia spotęgowały rywalizację i konflikty. Przemoc wybuchła na terenie całego kraju. Partie lokalne rywalizowały między sobą, aby przejąć władzę w prowincjach i miastach, gdyż każda partia, która zdominowała prowincję mogła przejąć władzę nad systemem wyborczym i politycznym regionu. Te partie, które utraciły władzę, buntowały się i próbowały odzyskać władzę, wszczynając bunty.
Politycy, którzy przejęli władzę w latach 30. XIX wieku poznali trudności i pułapki władzy. Według historyka Rodericka J. Barmana, do 1840 roku „stracili wszelką wiarę w swoją zdolność do samodzielnego rządzenia państwem. Przyjęli Piotra II jako władcę, którego obecność była niezbędna dla przetrwania kraju”. Ci politycy, którzy utworzyli Partię Konserwatywną w latach 40. XIX w., uważali, że potrzebna jest postać neutralna – osoba, która mogłaby stać ponad podziałami politycznymi, aby rozwiązywać spory polityczne i zmniejszyć niezadowolenie obywateli. Chcieli cesarza, który byłby bardziej zależny od władzy ustawodawczej, niż konstytucyjny monarcha, którego chciał Piotr I, ale z większą władzą niż tą, którą chciała Partia Liberalna na początku regencji. Liberałowie chcieli zmniejszyć wiek pełnoletniości, w którym cesarz mógłby objąć władzę, z 18. do 14. roku życia. Cesarz został uznany za zdolnego do samodzielnego rządzenia w lipcu 1840 roku.

### Zjednoczenie

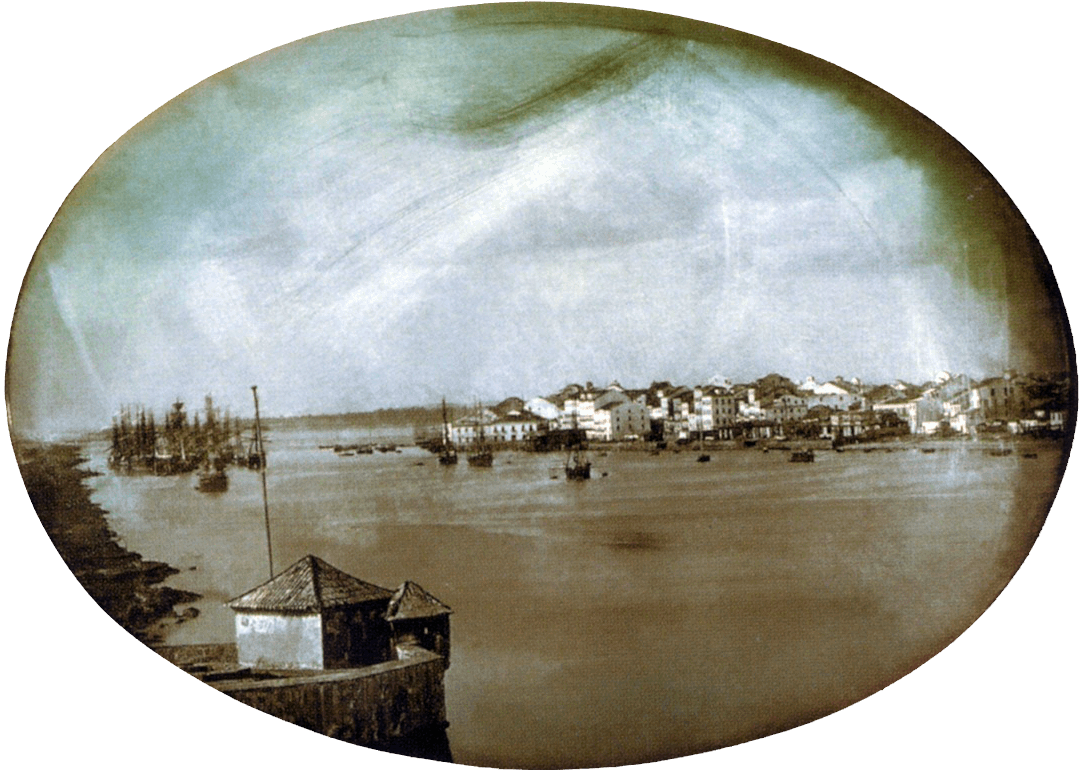
Recife, stolica prowincji Pernambuco, dwa lata po zakończeniu Buntem Praieira

Aby osiągnąć swoje cele liberałowie połączyli się z grupą wysokich rangą urzędników pałacowych oraz wybitnymi politykami: „Frakcją Dworzan”. Dworzanie należeli do bliskich współpracowników monarchy i wywierali na niego wpływ, co umożliwiało tworzenie kolejnych gabinetów liberalno-dworskich. Ich dominacja była jednak krótkotrwała. Do 1846 roku Piotr II dojrzał psychicznie i fizycznie. Pewnego siebie 14-letniego chłopaka, już nie powstrzymywanego przez plotki i inne techniki manipulacyjne, słabości zniknęły, a jego silny charakter doszedł do głosu. Z powodzeniem ukrócił wpływy dworzan, usuwając ich ze swojego kręgu, nie powodując żadnych zakłóceń porządku publicznego. Zdymisjonował również rząd liberałów, którzy okazali się bezskuteczni podczas sprawowania urzędu i zwrócił się do konserwatystów z prośbą o utworzenie rządu w 1848 roku.
Zdolności cesarza oraz nowo utworzonego rządu konserwatystów zostały przetestowane w trakcie trzech kryzysów w latach 1848–1852. Pierwszym z nich była konfrontacja z nielegalnym importem niewolników. Przywóz niewolników został zakazany w 1826 roku w ramach traktatu z Wielką Brytanią. Jednak handel ludźmi nie zmniejszał się. W 1845 roku rząd brytyjski przyjął ustawę Aberdeen Act, która zezwalała załogom brytyjskich okrętów wojennych na wejście na pokład statków brazylijskich i pojmanie każdego zaangażowanego w handel niewolnikami. Natomiast Brazylia zmagała się z nowym problemem, Buntem Praieira, konfliktem między lokalnymi ugrupowaniami politycznymi w prowincji Pernambuco, który wybuchł 6 listopada 1848 roku, ale został stłumiony w marcu 1849 roku. Było to ostatnie powstanie w czasach Cesarstwa, które rozpoczęło 40-letni okres wewnętrznego pokoju. 4 września 1850 roku została popisana ustawa autorstwa Eusébia de Queirósa, dająca szerokie uprawnienia rządowi w walce z nielegalnym handlem ludźmi. Dzięki temu narzędziu Brazylia ruszyła do wyeliminowania nielegalnego importu niewolników, a w 1852 roku Wielka Brytania zgodziła się na stłumienie handlu niewolnikami, co zakończyło pierwszy kryzys.
Trzecim kryzysem był konflikt z Konfederacją Argentyńską o dominację na obszarach sąsiadujących z Río de la Plata i swobodną żeglugę na tej rzece. Od lat 30. XIX wieku argentyński dyktator Juan Manuel de Rosas wspierał rebelię w Urugwaju i Brazylii. Cesarstwo nie potrafiło poradzić sobie z zagrożeniem ze strony dyktatora aż do 1850 roku, kiedy sfałszowano sojusz między Brazylią, Urugwajem i niezadowolonymi z rządów dyktatora Argentyńczykami, co doprowadziło do Wojny La Plata, a następnie do obalenia argentyńskiego władcy w lutym 1852 roku. Dzięki rozwiązaniu wszystkich kryzys Cesarstwo znacznie poprawiło stabilność w Ameryce Południowej i podniosło prestiż państwa na arenie międzynarodowej. Europejczycy przybywali do Brazylii, aby ujrzeć kraj uosabiający znane im liberalne ideały, takie jak wolność prasy i konstytucyjny szacunek do swobód obywatelskich. Reprezentatywna monarchia parlamentarna stała w sprzeczności z mieszanką dyktatury i niestabilności w innych państwach Ameryki Południowej w tym okresie.

### Rozwój

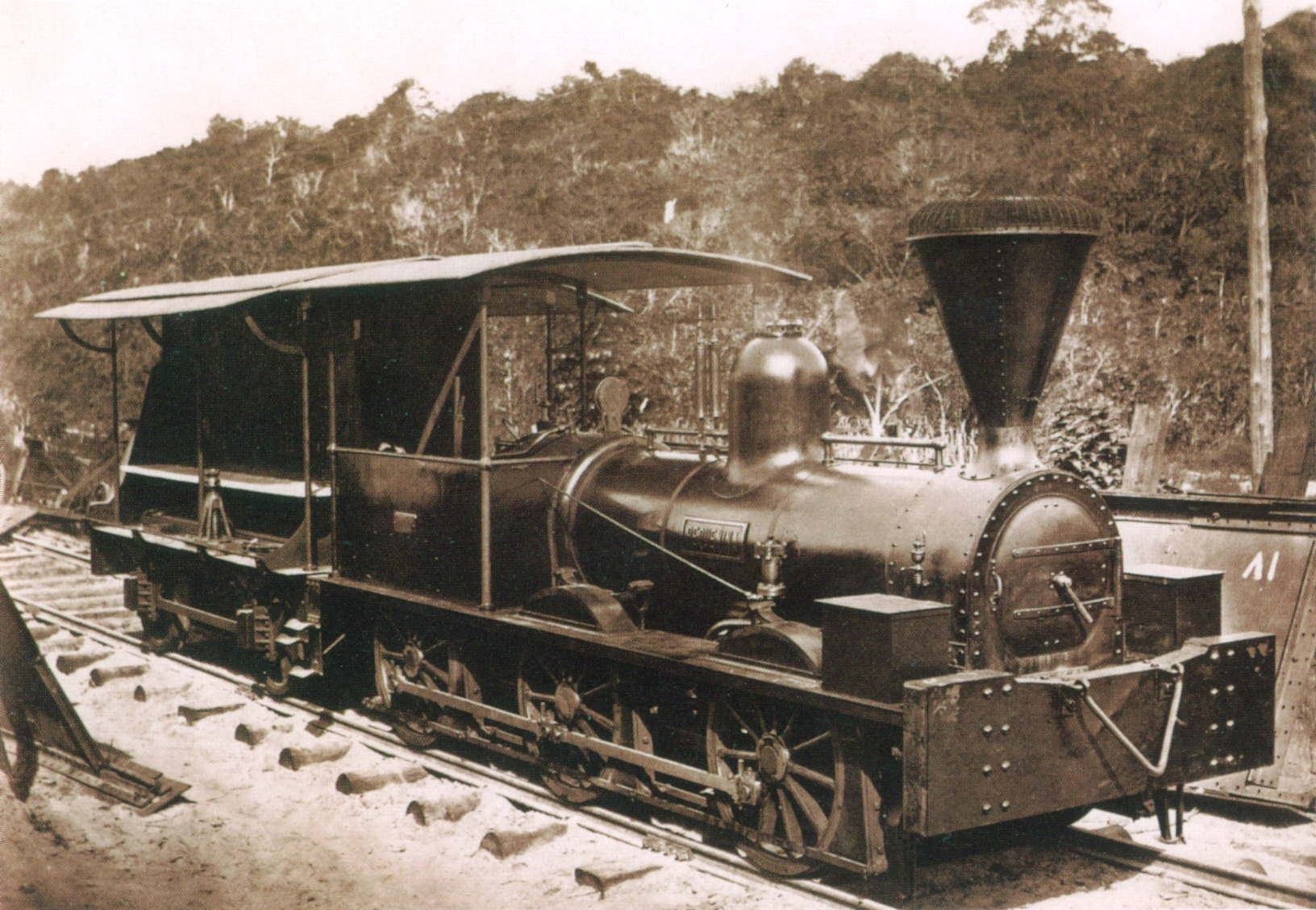
Lokomotywa Pequenina w prowincji Bahia, ok. 1859

Na początku lat 50. XIX wieku Brazylia cieszyła się wewnętrzną stabilnością i dobrobytem ekonomicznym. Rozwijano infrastrukturę; budowano linie kolejowe, elektryczne linie telegraficzne oraz tworzono sieć żeglugi rzecznej i morskiej łączącą całe terytorium Cesarstwa. Po pięciu latach sprawowania urzędu, rząd konserwatystów został odwołany i we wrześniu 1853 roku Honório Hermeto Carneiro Leão, szef Partii Konserwatywnej, musiał utworzyć nowy gabinet. Cesarz Piotr II pragnął zrealizować ambitny plan, zwany „Pojednanie”, który miał na celu wzmocnienie roli parlamentu w rozstrzyganiu sporów politycznych w kraju.
Paraná zaprosił kilku liberałów do przyłączenia się do konserwatystów. Aby ich zachęcić, zaproponował im nawet urzędy ministrów. Nowy gabinet, choć odnosił duże sukcesy, od początku był nękany silną opozycją ze strony ultrakonserwatystów ze swojej partii, którzy nie zgadzali się na utworzenie rządu z liberałami. Wierzyli, że gabinet stał się machiną polityczną „zainfekowaną” przez liberałów, którzy nie podzielali poglądów partii i byli przede wszystkim zainteresowani zdobywaniem urzędów publicznych. Pomimo podejrzeń Paraná wykazał się elastycznością, która pomogła mu przezwyciężyć wszelkie przeszkody. Jednak we wrześniu 1856 roku, u szczytu swojej kariery, zmarł nieoczekiwanie, a jego gabinet przetrwał do maja 1857 roku.

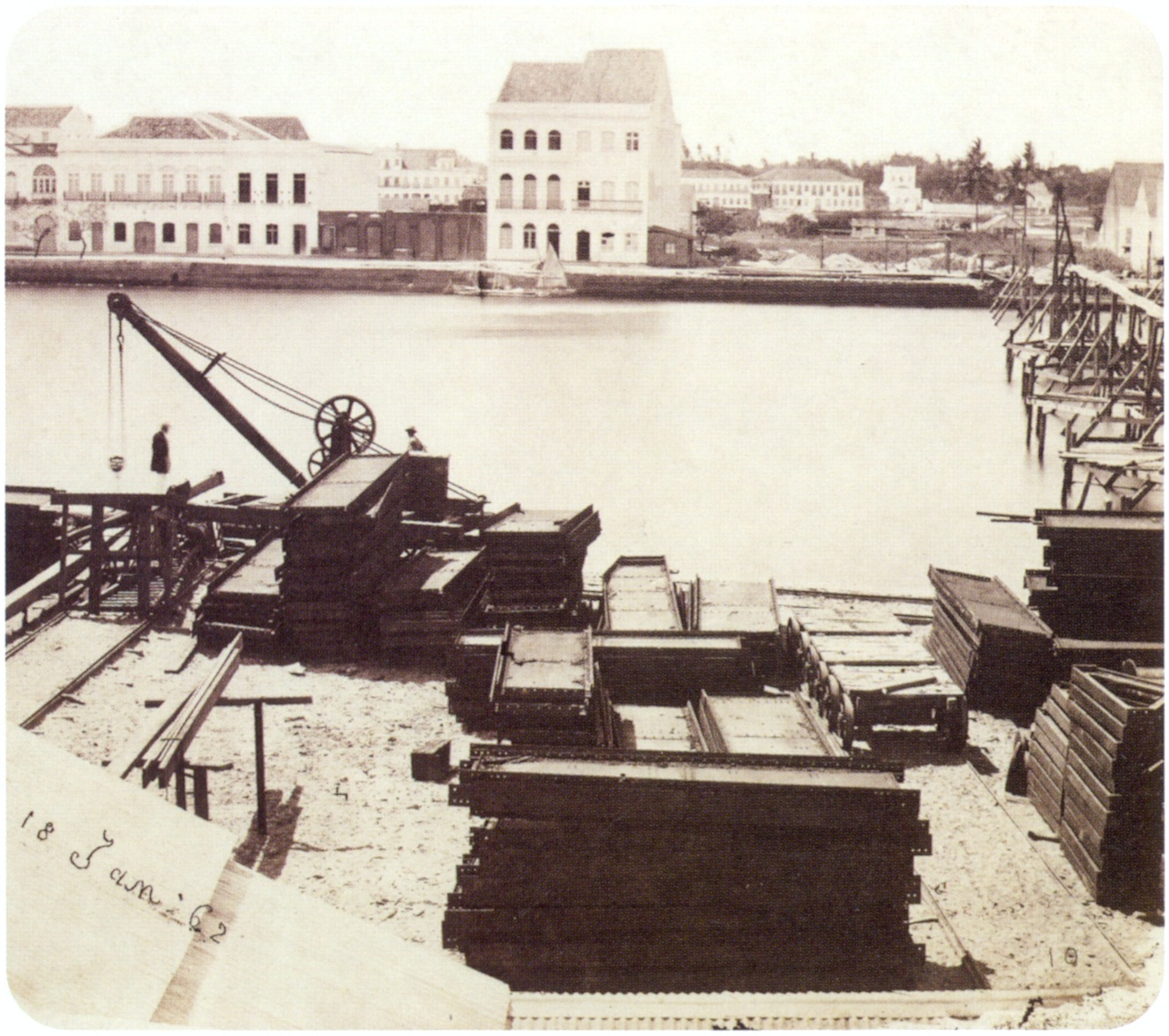
Plac budowy w dokach Recife w 1862 roku

Partia Konserwatywna podzieliła się: z jednej strony byli ultrakonserwatyści, a z drugiej umiarkowani konserwatyści popierający pojednanie. Ultrakonserwatystami kierował Joaquim Rodrigues Torres, Eusébio de Queirós i Paulino Soares de Sousa – byli ministrowie z gabinetu z lat 1848–1853. Ci starsi mężowie stanu przejęli kontrolę nad Partią Konserwatywną po śmierci Parany. Po roku 1857 żaden rząd nie przetrwał długo. Szybko upadały z powodu braku większości w Izbie Deputowanych.
Członkowie Partii Liberalnej, która zaczęła słabnąć od buntu Praieiry w 1849 roku, skorzystali z tego, co wydawało się zbliżać ich do konserwatystów, aby powrócić do polityki krajowej ze zdwojoną siłą. Pomogło im to zdobyć kilka miejsc w Izbie Deputowanych w wyborach w 1860 roku. Kiedy wielu umiarkowanych konserwatystów utworzyło wraz z liberałami nową partię polityczną, Ligę Progresywną, niemożliwe było utrzymanie władzy przez Partię Konserwatywną, która utraciła większość w parlamencie.

### Wojna paragwajska

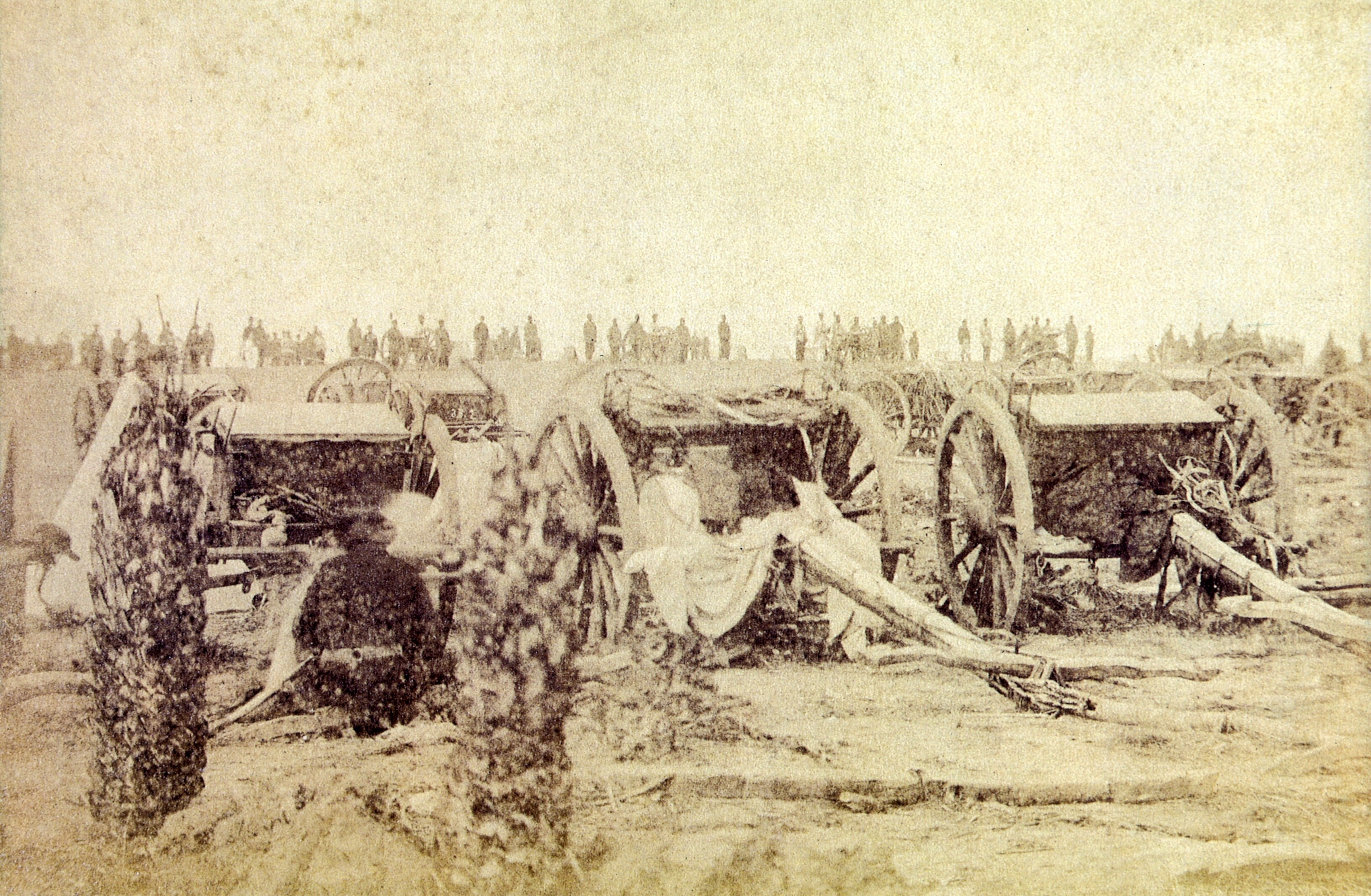
Brazylijska artyleria w trakcie wojny paragwajskiej, 1866

Okres spokoju dobiegł końca, gdy brytyjski konsul w Rio de Janeiro nieomal wywołał wojnę między Brazylią a Wielką Brytanią. Wysłał ultimatum zawierające obraźliwe żądania, wynikające z dwóch małych incydentów z końca 1861 roku i początku 1862. Rząd brazylijski nie podporządkował się, a konsul wydał rozkaz brytyjskim statkom wojennym do przechwytywania statków handlowych jako rekompensaty. Brazylia przygotowała się na nadciągający konflikt, a obrona przybrzeżna otrzymała zgodę na strzelanie do każdego statku brytyjskiego, który próbowałby przejąć jednostki brazylijskie. W czerwcu 1863 roku rząd Brazylii przerwał wszelkie stosunki dyplomatyczne z Wielką Brytanią.
Gdy konflikt z brytyjskim imperium wisiał w powietrzu, Brazylia musiała zwrócić szczególną uwagę na swoje południowe granice. W Urugwaju wybuchła kolejna wojna domowa, gdzie partie polityczne rozpoczęły walkę między sobą. Wewnętrzny konflikt doprowadził do mordów Brazylijczyków oraz grabieży ziem urugwajskich. Postępowy rząd Brazylii postanowił interweniować i w grudniu 1864 roku najechał kraj, rozpoczynając wojnę urugwajską. Dyktator pobliskiego Paragwaju, Francisco Solano López, wykorzystał sytuację pod koniec 1864 roku, próbując ugruntować pozycję swojego kraju jako mocarstwa regionalnego. W listopadzie tego roku rozkazał przejąć brazylijski cywilny statek parowy, doprowadzając do wojny paragwajskiej, a następnie rozpoczął inwazję na Brazylię.

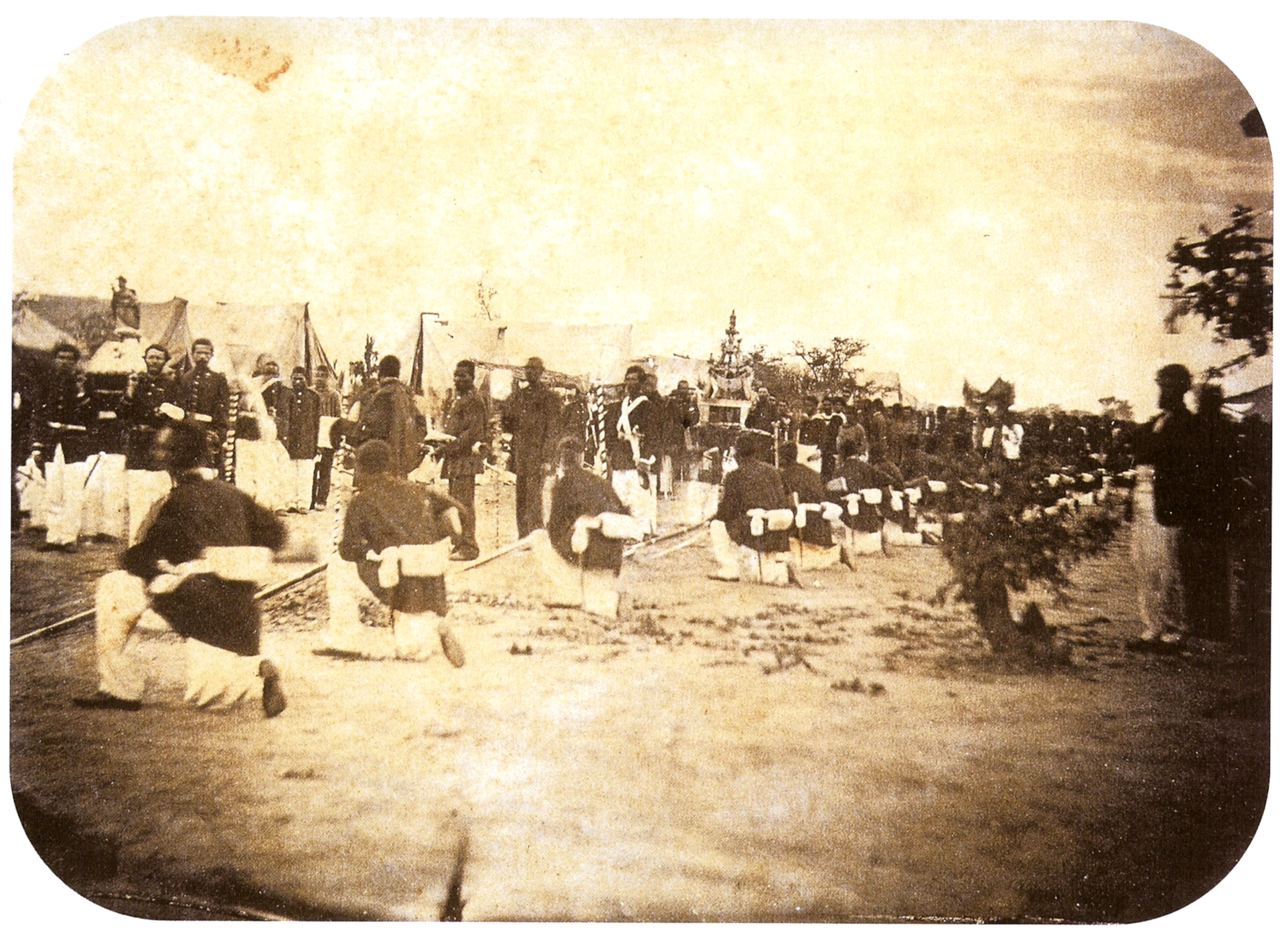
Brazylijscy żołnierze klęczący przed procesją religijną w czasie wojny paragwajskiej, 1868

To, co na początku wyglądało na krótką i łatwą interwencję wojskową, doprowadziło do pełnowymiarowej wojny w południowo-wschodniej części Ameryki Południowej. Jednak możliwość walki na dwóch frontach (z Wielką Brytanią i Paragwajem) nie była możliwa, więc we wrześniu 1865 roku rząd brytyjski wysłał posła, który publicznie przeprosił za kryzys między imperiami. Inwazja Paragwaju w 1864 roku doprowadziła do znacznie dłuższego kryzysu niż się spodziewano, a wiara w możliwości rządu progresywnego do prowadzenia wojny zniknęła. Również, od momentu powstania, Liga Progresywna była nękana przez wewnętrzne konflikty między frakcjami utworzonymi przez byłych umiarkowanych konserwatystów i byłych liberałów.
Gabinet ustąpił, a w lipcu 1868 roku cesarz wybrał starszego wicehrabię Itaboraí do utworzenia nowego rządu, co oznaczało powrót konserwatystów do władzy. To spowodowało, że dwie skłócone frakcje progresywne połączyły się, co doprowadziło do ponownego utworzenia Partii Liberalnej. Trzecia mniejsza frakcja, ale bardziej radykalna, ogłosiła się republikanami, co było złym sygnałem dla monarchy. Niemniej jednak „gabinet utworzony przez wicehrabię Itaboraí był słabszy, niż ten, który zastąpił”. Konflikt z Paragwajem zakończył się w marcu 1870 roku całkowitym zwycięstwem Brazylii i jej sojuszników. Ponad 50 tysięcy brazylijskich żołnierzy zginęło, a koszty wojny były jedenaście razy większe niż roczny budżet kraju. Jednak kraj był wystarczająco zamożny, żeby spłacić dług wojenny w zaledwie 10 lat. Konflikt był również bodźcem do wzrostu produkcji krajowej i rozwoju gospodarczego.

### Apogeum

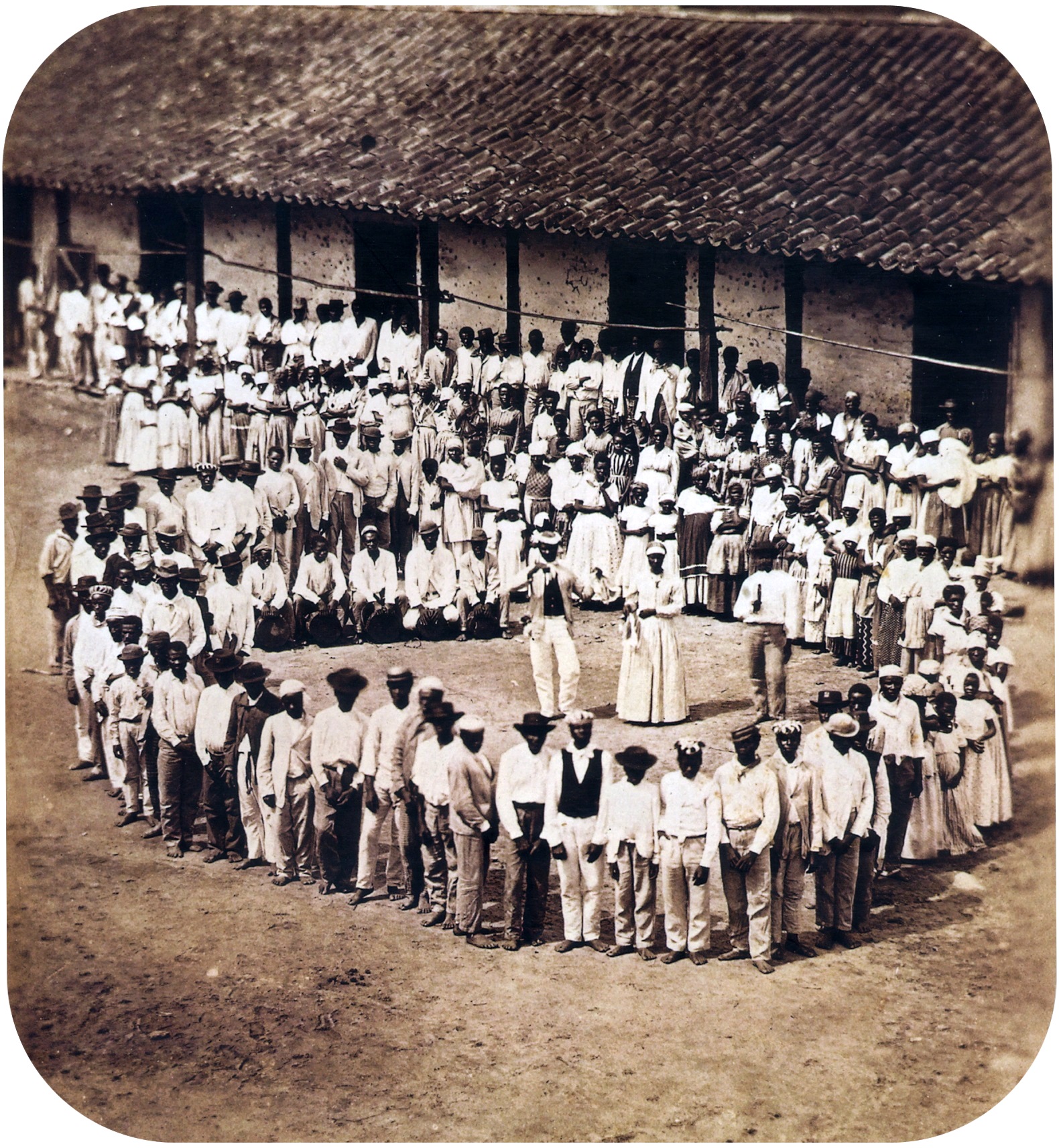
Grupa niewolników na farmie w prowincji Minas Gerais, 1876

Dyplomatyczne zwycięstwo nad Imperium Brytyjskim i militarne zwycięstwo nad Urugwajem w 1865 roku, a następnie zwycięstwo w wojnie z Paragwajem w 1870 roku oznaczało początek „złotego wieku” brazylijskiego imperium. Brazylia szybko się rozwijała, rozpoczęła modernizację infrastruktury; imigracja rosła. Cesarstwo było znane na arenie międzynarodowej jako państwo nowoczesne i postępowe, drugie w Ameryce po Stanach Zjednoczonych; była to stabilna politycznie gospodarka o dużym potencjale inwestycyjnym.
W marcu 1871 roku cesarz Piotr II mianował konserwatystę José Paranhos, wicehrabię Rio Branco, na szefa rządu. Jego głównym zadaniem było uchwalenie prawa, które pozwoli natychmiast wyzwolić wszystkie dzieci urodzone przez niewolnice. W maju kontrowersyjna ustawa została wprowadzona do Izby Deputowanych i stanęła w obliczu „zdeterminowanej opozycji, która zyskała poparcie jednej trzeciej deputowanych i dążyła do zorganizowania opinii publicznej przeciwko temu aktowi”. We wrześniu prawo, zwane „Rio Branco Law”, zaczęło obowiązywać. Sukces premiera poważnie zaszkodził długookresowej stabilizacji politycznej Cesarstwa. Nowe prawo podzieliło konserwatystów: umiarkowani konserwatyści popierali reformę José Paranhosa, natomiast ultrakonserwatyści byli przeciwko nowemu prawu.
Poparcie „Rio Branco Law” przez cesarza Piotra II doprowadziło do utraty lojalności ultrakonserwatystów wobec monarchy. Partia Konserwatywna doświadczyła poważnych podziałów jeszcze przed latami 50. XIX wieku, kiedy monarcha dzięki polityce rozjemczej doprowadził do utworzenia Ligi Progresywnej. Ultrakonserwatyści z Joaquim Rodrigues Torres, Eusébio de Queirós oraz Paulino Soares de Sousa na czele sprzeciwiali się polityce pojednawczej. Uważali jednak, że cesarz jest niezbędny do funkcjonowania systemu politycznego kraju; monarcha był bezstronnym arbitrem w razie impasu politycznego. Młode pokolenie ultrakonserwatystów, które dochodziło do władzy, nie doświadczyło regencji i pierwszych lat panowania Piotra II; znali tylko okres dobrobytu, pokoju i stabilności. Dla nich – i dla klas rządzących w ogóle – obecność neutralnego monarchy, który mógłby rozstrzygać spory polityczne, nie była już ważna. Ponadto, gdy cesarz opowiedział się wyraźnie za nowym prawem dotyczącym dzieci niewolników, osłabił swoją pozycję jako neutralnego arbitra. Młodzi ambitni politycy nie widzieli powodu, aby podtrzymywać władzę cesarską.

### Regres

Cesarstwo Brazylii, około 1889. Cisplatina została utracona w 1828, a później przyłączono do państwa dwie nowe prowincje (Amazonas i Parana)

Minęło wiele lat, zanim wady monarchii stały się widoczne. Brazylia nadal rozwijała się w latach 80. XIX wieku, a wśród społeczeństwa dochodziło do zmiany poglądów na temat praw kobiet (powolne zmiany zachodziły w następnych dekadach). Natomiast listy pisane przez Piotra II ukazują człowieka zmęczonego światem, coraz bardziej wyobcowanego z aktualnych wydarzeń i z pesymistycznymi poglądami. Pozostawał skrupulatny w wykonywaniu swoich obowiązków jako cesarz, choć często bez entuzjazmu; zaprzestał aktywnego interweniowania w celu zachowania stabilności w kraju. Jego rosnąca „obojętność wobec losu reżimu” i bezczynność przy zagrożeniu dla systemu cesarskiego doprowadziło do tego, że historycy przypisywali mu największą odpowiedzialność za upadek monarchii.
Brak dziedzica, który mógłby zapewnić nowy kierunek rozwoju dla Cesarstwa, także zagroził długoterminowym perspektywom dla brazylijskiej monarchii. Następczynią Piotra II miała zostać jego najstarsza córka, Izabela, której nie interesowała rola cesarzowej. Choć konstytucja pozwalała kobietom przejąć tron, Brazylia nadal była krajem bardzo tradycyjnym z dominującą rolą mężczyzn w społeczeństwie, a ponadto przeważał pogląd, że tylko mężczyzna może być dobrym władcą. Piotr II, kręgi rządzące i szerszy polityczny establishment uważali kobiecą następczynię tronu za niewłaściwą. Sam Piotr wierzył, że śmierć jego dwóch synów i brak męskiego dziedzica była znakiem, że cesarstwo powinno być zastąpione innym reżimem.
Zmęczony cesarz, który już nie zajmował się tronem, spadkobierca, który nie chciał przyjąć korony, coraz bardziej niezadowolona klasa rządząca, która odrzucała rolę cesarza w sprawach państwa: wszystkie te czynniki sprawiały, że zbliżał się kres cesarstwa. Inicjatywy proponujące obalić władzę cesarską wkrótce zaczęły pojawiać się w armii. Idea republikanizmu nigdy nie przyjęła się w Brazylii poza wąskimi kręgami elit i miała niewielkie poparcie w prowincjach. Rosnąca kombinacja idei republikańskich i pozytywistycznych w szeregach młodszych oficerów i dowódców średniego szczebla zaczęła stanowić poważne zagrożenie dla monarchii. Oficerowie ci preferowali republikańską dyktaturę, którą uważali za lepszą od liberalnej monarchii demokratycznej. Począwszy od małych aktów niesubordynacji na początku lat 80. XIX wieku, niezadowolenie w armii rosło przez dekadę, gdy cesarz przestał już interesować się sprawami państwa, a politycy nie potrafili przywrócić władzy rządu nad wojskiem.

### Upadek

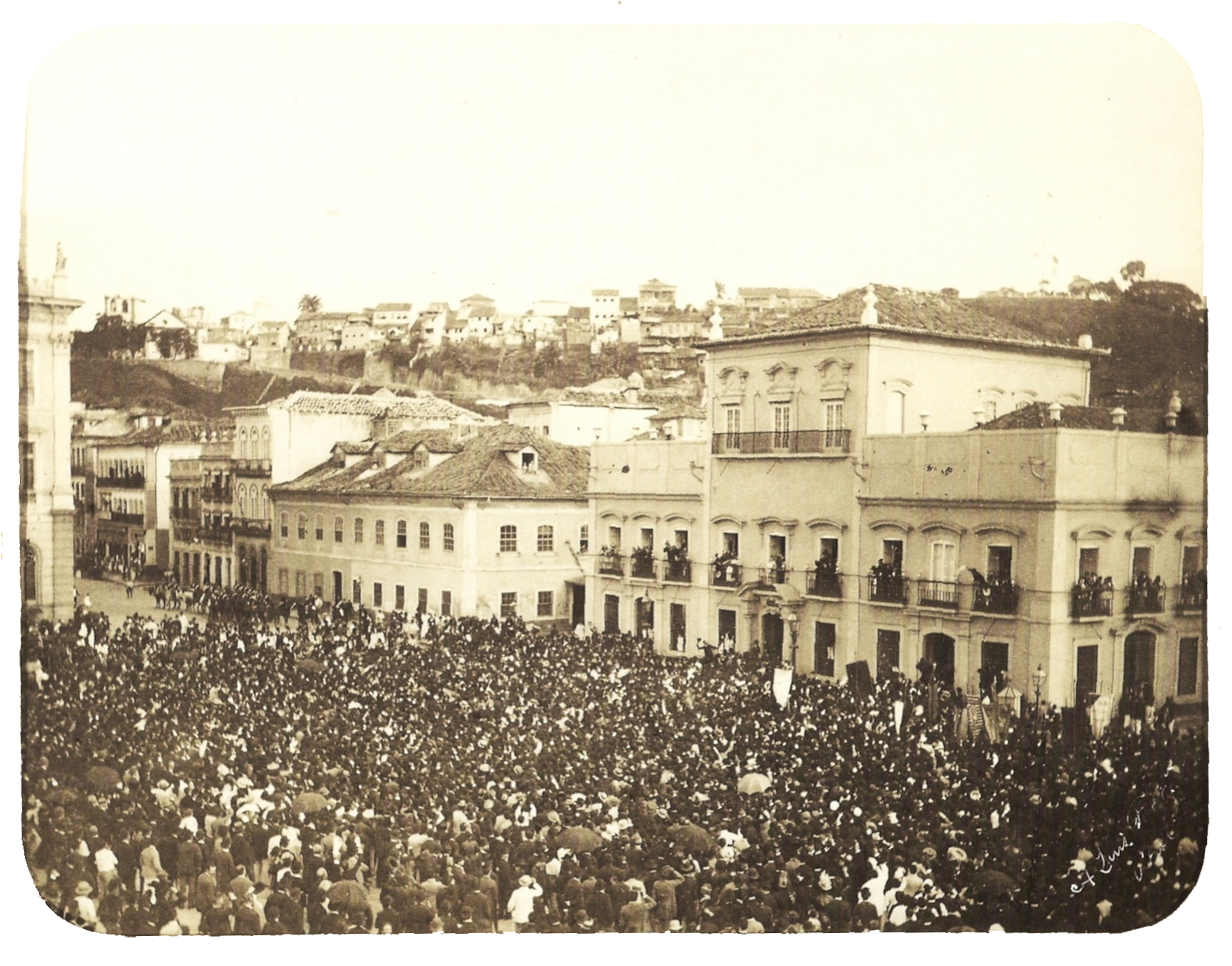
Chwilę po podpisaniu „złotego prawa” Izabela I zostaje przywitana przez ogromny tłum zgromadzony na ulicy

W ostatnich latach Imperium Brazylijczycy cieszyli się znacznym prestiżem międzynarodowym, a także stali się wschodzącą potęgą na arenie międzynarodowej. Podczas gdy Piotr II leczył się w Europie, parlament uchwalił, a księżniczka cesarska Izabela I podpisała „złote prawo” (port. Lei Áurea), które całkowicie zniosło niewolnictwo w Brazylii. Przewidywania, które zapowiadały zapaść gospodarczą spowodowaną zniesieniem niewolnictwa, nie sprawdziły się. Niemniej jednak podpisanie ustawy podważyło wiarę w neutralność monarchy, a to spowodowało poparcie republikanizmu przez ultrakonserwatystów – wspieranych przez bogatych i potężnych plantatorów kawy, którzy mieli ogromny wpływ na politykę, gospodarkę i społeczeństwo w kraju.
Aby zapobiec republikańskiemu sprzeciwowi, rząd wykorzystał łatwo dostępny dla Cesarstwa kredyt, który miał napędzić dalszy rozwój gospodarczy kraju. Rząd masowo udzielał właścicielom plantacji pożyczek z korzystnym oprocentowaniem, aby zjednać sobie ich przychylność. Pośrednio zaczął również rozwiązywać problem krnąbrnego wojska, reorganizując Gwardię Narodową.
Działania podjęte przez rząd zaalarmowały cywilów o poglądach republikańskich oraz wojskowych. Republikanie widzieli, że odcięłoby to wsparcie dla realizacji ich celów; ośmieliło ich to do podjęcia dalszych działań. Reorganizacja Gwardii Narodowej rozpoczęta w sierpniu 1889 oraz stworzenie rywalizujących ze sobą sił spowodowało, że dysydenci z korpusu oficerskiego rozważali desperackie kroki. Dla republikanów i wojskowych było to sygnałem: „teraz albo nigdy”. Chociaż większość Brazylijczyków nie pragnęła zmiany formy rządów, republikanie zaczęli naciskać na wojskowych, aby ci obalili monarchię.
Początek zamachu stanu oraz proklamowanie republiki nastąpiło 15 listopada 1889. Przywódcą rewolty został Manuel Deodoro da Fonseca. Nieliczne osoby, które były świadkami tych wydarzeń, zdawało sobie sprawę, że to bunt. Przez cały zamach stanu cesarz Piotr II sprawiał wrażenie braku zainteresowania wydarzeniami w Brazylii. Odrzucał sugestie polityków oraz dowódców wojskowych, aby powstrzymać przewrót. Cesarz oraz jego rodzina zostali wygnani z kraju 17 listopada tego samego roku. Pomimo że nastąpiła reakcja monarchistów po upadku Cesarstwa, została ona całkowicie stłumiona i ani Piotr II, ani Izabela I nie poparli restauracji. Gdy zamach stanu doszedł do skutku, establishment polityczny poparł wprowadzenie ustroju republikańskiego, głównie przez akceptację sytuacji przez cesarza.